# Ендометрій
Ендометрій (лат. endometrium) — гормонозалежна внутрішня слизова оболонка тіла матки, що вистилає її порожнину і рясно забезпечена кровоносними судинами. Протягом менструального циклу переживає зміни під впливом жіночих статевих гормонів і відторгається під час менструації.

## Будова
Ендометрій являє собою складну систему, що складається з покривного і залозистого епітелію, строми, основної речовини, кровоносних судин. Епітеліальний компонент ендометрію утворюють секреторні і миготливі клітини (максимальне число останніх спостерігається в період овуляції) і нечисленні аргірофільні клітини, строму — фібробластоподібні клітини (впродовж менструального циклу вони перетворюються з малодиференційованих, юних в зрілі клітини, що активно синтезують колаген і глікозаміноглікани, в фібробласти і фіброцити), гістіоцити (макрофаги), Т- та поодинокі В-лімфоцити і лаброцити. У власному шарі є маткові залози (крипти): довгі зігнуті прості трубчасті залози, що відкриваються в просвіт матки.

## Функції
Функції ендометрію полягають у створенні умов, оптимальних для імплантації бластоцисти в матці. Під час вагітності в ендометрії зростає число залоз і кровоносних судин. Розростання судин цього шару (децидуальна оболонка) входить до складу плаценти, яка здійснює доставку кисню і поживних речовин ембріону.

## У менструальному циклі
Ендометрій — гормонально чутлива тканина і значно товщає, стає багатшою залозами і рясніше кровопостачається в останню фазу менструального циклу. Таким чином відбувається підготовка до імплантації ембріону у стінку матки. 
Якщо запліднення не відбувається, велика частина ендометрію (функціональна) відторгається і виводиться разом з яйцеклітиною шляхом менструації. 
Після закінчення менструації цикл починається знову, і більш глибокий шар ендометрію бере участь у відновленні слизової матки після відторгнення поверхневого шару. При вагітності гормональні процеси перешкоджають відторгненню ендометрію.

## Патології
- Ендометріоз — розростання ендометрію у прилеглі органи й тканини, з утворенням, зокрема, кіст (таких як ендометріома яєчника).
- Гіперплазія ендометрію
- Рак ендометрія
- Ендометрит — запалення поверхневого шару ендометрію.